# Vjesnikov neboder
Vjesnikov neboder je poslovni neboder smješten u Zagrebu, Hrvatskoj na adresi Slavonska avenija 4, na križanju Slavonske avenije i Savske ceste.

## Tehnički podaci
Visok je 67 m. Iznad zemlje su visoko prizemlje i 16 katova, a na vrhu se nalazi radio jarbol.
Neboder je oblika kvadra stranica 14 i 39 metara.
Fasada je izvedena u reflektivnom narančastom i smeđem mat staklu, što je za vrijeme i mjesto gradnje bilo vrlo moderno. Prozori nisu fiksni.
Statiku nebodera osigurava 7 armirano-betonskih ploča pri dnu dimenzija 40x80 cm, koje se prema vrhu stanjuju do dimenzija 40x40 cm.
Dio je kompleksa koji još sadržava niže poslovne objekte.

## Povijest
Neboder je izgrađen 1972. godine.
Arhitekt je Antun Ulrich, a konstruktor M. Fijember.

## Zanimljivosti
- Vjesnik je inspiriran neboderom Lever House

- neboder leži na svom užem dijelu

- neboder je dobio ime po novinskoj tvrtki, a nadimak mu je "Čokoladni toranj"

- kraj nebodera se nalazi ZET-ova tramvajska stanica "Vjesnik" s dnevnim linijama 4, 5, 14, 17 te noćnom 32

- zbog sve više modernih poslovnih prostora, cijena četvornog metra u neboderu pada, a i sama je građevina zastarjela, pa se čak govorilo o rušenju što je izazvalo negodovanje građana, arhitekata i urbanista.

## Galerija
- Uska strana nebodera
- Pogled prema jugozapadu na Vjesnikov neboder
- Pogled prema vrhu s glavnog ulaza
- Vjesnikov neboder iz zraka
- Slova na fasadi pored sjevernog ulaza, 2025.

- napomena: neki od tehničkih podataka kao i slika nebodera u izgradnji prepisani su iz knjige "Likovna umjetnost 1", Dr. Jadranka Damjanov, Školska knjiga, Zagreb, 1999.

## Vanjske poveznice
|  | Zajednički poslužitelj ima još gradiva o temi Vjesnikov neboder |